# You Mean the World to Me
Singles de Toni Braxton
Seven Whole Days
(1993) I Belong to You/How Many Ways
(1994)
You Mean the World to Me est une chanson de la chanteuse Toni Braxton, sortie le 22 avril 1994. La chanson est le 5e single extrait de l'album Toni Braxton. Elle est écrite par Babyface, Daryl Simmons et composée par L.A. Reid, Babyface, Daryl Simmons

## Composition
"You Mean The World To Me" est une ballade R&B traitant de toute l'admiration et l'amour que Toni porte à son petit-ami avant de rompre avec lui. 

## Performance commerciale
La chanson se classe à la 4e place du Top 40 Mainstream et du Hot Adult Contemporary Tracks.

## Vidéoclip
Le vidéoclip qui illustre ce morceau, est dirigée par Lionel C. Martin. Il y décrypte Toni, en train de batifoler le soir avec son petit ami devant une piscine. Toni Braxton You Mean the World To Me vidéo officielle Youtube

## Pistes et formats
U.S. CD single
1. "You Mean the World to Me" (Radio Edit) – 4:00
2. "You Mean the World to Me" (Radio Edit Remix) – 4:11
3. "You Mean the World to Me" (Extended Mix) – 5:32
4. "Seven Whole Days" (Live) – 6:15

UK CD single
1. "You Mean the World to Me" (Radio Edit) – 4:00
2. "You Mean the World to Me" (Extended Mix) – 5:32
3. "Seven Whole Days" (Ghetto Vibe) – 6:32
4. "Seven Whole Days" (Live) – 6:15

Royaumu-Uni 12" single
- Side A:

1. "You Mean the World to Me" (Extended Mix) – 5:32

- Side B:

1. "Seven Whole Days" (Ghetto Vibe) – 6:32
2. "Seven Whole Days" (Ghetto Instrumental) – 6:36

## Classement hebdomadaire
| Chart (1994)                         | Peak position |
| ------------------------------------ | ------------- |
| Australie                            | 49            |
| Allemagne                            | 69            |
| Nouvelle-Zélande                     | 32            |
| Royaume-Uni                          | 30            |
| U.S. Billboard Hot 100               | 7             |
| U.S. Billboard Pop Songs             | 4             |
| U.S. Billboard Hot R&B/Hip-Hop Songs | 3             |
| U.S. Billboard Adult Contemporary    | 4             |